# Copa Libertadores 2020/Faza grupowa
Faza grupowa Copa Libertadores 2020 ma na celu wyłonienie 16 drużyn uprawnionych do gry w fazie pucharowej Copa Libertadores w sezonie 2020, a także 8 drużyn uprawnionych do startu w drugiej rundzie Copa Sudamericana 2020. Rozgrywki wystartowały 3 marca 2020 roku, a zakończą się 22 października tego samego roku. W każdej z grup, wszystkie zespoły muszą spotkać się ze sobą dwukrotnie, w systemie mecz-rewanż.

## Uczestnicy
Spośród 32 zakwalifikowanych zespołów, 28 miało zagwarantowany udział w fazie grupowej dzięki rezultatom osiągniętym w krajowych rozgrywkach ligowych. Pozostałe 4 drużyny zostały wyłonione w fazie kwalifikacyjnej.

## Podział na koszyki
O podziale na koszyki decydował ranking klubowy CONMEBOL. Przy podziale na koszyki uwzględniono jedynie drużyny, które miały zapewniony start w fazie grupowej, ponieważ losowanie grup odbyło się przed zakończeniem fazy kwalifikacyjnej. W pierwszym koszyku znalazło się siedem najwyżej sklasyfikowanych drużyn + ubiegłoroczny triumfator Copa Libertadores. Do drugiego koszyka trafili zwycięzcy Copa Sudamericana 2019, natomiast w ostatnim koszyku umieszczono cztery najniżej sklasyfikowane ekipy plus miejsca dla czterech drużyn, które wygrały swoje dwumecze w decydującej fazie kwalifikacji.
| Kolory w tabeli                                                                  |
| -------------------------------------------------------------------------------- |
| Zwycięzca Copa Libertadores 2019                                                 |
| Zwycięzca Copa Sudamericana 2019                                                 |
| Zespoły zakwalifikowane do udziału w fazie grupowej poprzez awans z kwalifikacji |

| Koszyk 1                |
| Drużyna (M)             |
| ----------------------- |
| CR Flamengo (8)         |
| River Plate (1)         |
| CA Boca Juniors (2)     |
| Grêmio Porto Alegre (3) |
| Club Nacional (4)       |
| CA Peñarol (5)          |
| SE Palmeiras (6)        |
| Olimpia (10)            |

| Koszyk 2                     |
| Drużyna (M)                  |
| ---------------------------- |
| Independiente del Valle (35) |
| Santos FC (14)               |
| São Paulo FC (17)            |
| Club Libertad (19)           |
| CSD Colo-Colo (21)           |
| Club Bolívar (24)            |
| Racing Club (27)             |
| Universidad Católica (29)    |

| Koszyk 3                  |
| Drużyna (M)               |
| ------------------------- |
| LDU Quito (30)            |
| América Cali (36)         |
| Athletico Paranaense (41) |
| Atlético Junior (48)      |
| Alianza Lima (54)         |
| Caracas (72)              |
| Delfín (82)               |
| Tigre (93)                |

| Koszyk 4                    |
| Drużyna (M)                 |
| --------------------------- |
| Estudiantes Mérida (113)    |
| Binacional (140)            |
| Defensa y Justicia (208)    |
| Jorge Wilstermann (38)      |
| Barcelona SC (23)           |
| Guaraní (34)                |
| Independiente Medellín (68) |
| SC Internacional (16)       |

## Losowanie
Losowanie grup odbyło się 17 grudnia 2019 roku w Luque. Przed losowaniem zespoły zostały rozdzielone na 4 koszyki zgodnie z pozycją w rankingu CONMEBOL. Podczas losowania dokonano podziału na 8 grup po 4 drużyny każda. Do jednej grupy nie mogły trafić drużyny z tego samego koszyka i federacji, z wyjątkiem drużyn, które uzyskały awans z III rundy kwalifikacyjnej, ponieważ w momencie losowania nie były znane drużyny, które awansują z eliminacji.

## Terminarz
Kolejne kolejki zostały rozegrane według następującego harmonogramu:
12 marca 2020 roku CONMEBOL ogłosił, że turniej zostanie tymczasowo zawieszony po drugiej kolejce z powodu pandemii COVID-19, a mecze w trzeciej kolejce, pierwotnie zaplanowane na 17-19 marca 2020 roku, zostały przełożone na późniejszy termin. W dniu 18 marca 2020 r. CONMEBOL ogłosił, że turniej zostanie zawieszony do 5 maja 2020 r.. W dniu 17 kwietnia 2020 r. CONMEBOL ogłosił, że turniej zostanie zawieszony na czas nieokreślony i niewyznaczono daty jego wznowienia. W dniu 10 lipca 2020 r. CONMEBOL ogłosił nowy harmonogram pozostałej części konkursu.
Poniżej przedstawiono terminarz rozgrywek:
| Faza         | Runda    | Pierwszy mecz                                                      | Drugi mecz                                                         |
| ------------ | -------- | ------------------------------------------------------------------ | ------------------------------------------------------------------ |
| Faza grupowa | Termin 1 | 3–5 marca 2020                                                     | 3–5 marca 2020                                                     |
| Faza grupowa | Termin 2 | 10–12 marca 2020                                                   | 10–12 marca 2020                                                   |
| Faza grupowa | Termin 3 | 15-17 września 2020 (pierwotnie 17-19 marca 2020)                  | 15-17 września 2020 (pierwotnie 17-19 marca 2020)                  |
| Faza grupowa | Termin 4 | 22–24 września 2020 (pierwotnie 7–9 kwietnia 2020)                 | 22–24 września 2020 (pierwotnie 7–9 kwietnia 2020)                 |
| Faza grupowa | Termin 5 | 29 września - 1 października 2020 (pierwotnie 21-23 kwietnia 2020) | 29 września - 1 października 2020 (pierwotnie 21-23 kwietnia 2020) |
| Faza grupowa | Termin 6 | 20–22 października 2020 (pierwotnie 5–7 maja 2020)                 | 20–22 października 2020 (pierwotnie 5–7 maja 2020)                 |

## Grupy
| Kolory w tabeli grup                                                 |
| -------------------------------------------------------------------- |
| Zespoły z miejsc 1. i 2. awansują do 1/8 finału                      |
| Zespół z miejsca 3. awansuje do drugiej rundy Copa Sudamericana 2020 |

Zasady ustalania kolejności w tabeli:
1. liczba zdobytych punktów w całej rundzie;
2. różnica bramek w całej rundzie;
3. łączna liczba bramek zdobytych w całej rundzie;
4. łączna liczba bramek zdobytych na wyjeździe w całej rundzie;
5. miejsce drużyny w rankingu CONMEBOL.

### Grupa A
| Lp. | Drużyna                     | M | Z | R | P | Bramki | Bramki | +/– | Pkt |
| --- | --------------------------- | - | - | - | - | ------ | ------ | --- | --- |
| 1   | CR Flamengo (A)             | 6 | 5 | 0 | 1 | 14     | 8      | +6  | 15  |
| 2   | Independiente del Valle (A) | 6 | 4 | 0 | 2 | 14     | 8      | +6  | 12  |
| 3   | Atlético Junior (CS)        | 6 | 2 | 0 | 4 | 8      | 12     | −4  | 6   |
| 4   | Barcelona SC                | 6 | 1 | 0 | 5 | 4      | 12     | −8  | 3   |

|                         | FLA | IDV | ATJ | BGU |
| ----------------------- | --- | --- | --- | --- |
| CR Flamengo             | –   | 4:0 | 3:1 | 3:0 |
| Independiente del Valle | 5:0 | –   | 3:0 | 2:0 |
| Atlético Junior         | 1:2 | 4:1 | –   | 0:2 |
| Barcelona SC            | 1:2 | 0:3 | 1:2 | –   |

| 4 marca 2020 23:15 CET | Barcelona SC | 0:3(0:0)Raport | Independiente del Valle · Torres 55' · Ortiz 87' · Pellerano 90+5' (k.) | Estadio Monumental Isidro Romero Carbo, Guayaquil Sędzia: Roberto Tobar |
|                        |              |                |                                                                         |                                                                         |

| 5 marca 2020 01:30 CET | Atlético Junior · 90+5' Gutiérrez | 1:2(0:1)Raport | CR Flamengo · Everton Ribeiro 6', 79' | Estadio Metropolitano Roberto Meléndez, Barranquilla Sędzia: Alexis Herrera |
|                        |                                   |                |                                       |                                                                             |

| 12 marca 2020 01:30 CET | Independiente del Valle · 60' Guerrero · 84' M.Caicedo · 90+4' Faravelli | 3:0(0:0)Raport | Atlético Junior | Estadio Olímpico Atahualpa, Quito Sędzia: Diego Haro |
|                         |                                                                          |                |                 |                                                      |

| 12 marca 2020 01:30 CET | CR Flamengo · 39' Gustavo Henrique · 45' (k.) Gabriel Barbosa · 53' Bruno Henrique | 3:0(2:0)Raport | Barcelona SC | Maracanã, Rio de Janeiro Sędzia: Facundo Tello |
|                         |                                                                                    |                |              |                                                |

| 18 września 2020 02:00 CET | Independiente del Valle · 40' M.Caicedo · 49' Preciado · 58' Torres · 81' Sánchez · 90+2' B.Caicedo | 5:0(1:0)Raport | CR Flamengo | Estadio Rodrigo Paz Delgado, Quito Sędzia: Wilmar Roldán |
|                            | |                |             |                                                          |

| 18 września 2020 04:00 CET | Barcelona SC · 28' Colmán | 1:2(1:1)Raport | Atlético Junior · Viera 7' · Borja 70' | Estadio Monumental Isidro Romero Carbo, Guayaquil Sędzia: Kevin Ortega |
|                            |                           |                |                                        |                                                                        |

| 23 września 2020 00:15 CET | Barcelona SC · 48' Martinez | 1:2(0:2)Raport | CR Flamengo · Pedro 6' · De Arrascaeta 26' | Estadio Monumental Isidro Romero Carbo, Guayaquil Sędzia: Diego Haro |
|                            |                             |                |                                            |                                                                      |

| 23 września 2020 02:30 CET | Atlético Junior · 44', 58', 78' Valencia · 85' Hinestroza | 4:1(1:1)Raport | Independiente del Valle · Torres 20' | Estadio Metropolitano Roberto Meléndez, Barranquilla Sędzia: José Argote |
|                            |                                                           |                |                                      |                                                                          |

| 1 października 2020 02:30 CET | CR Flamengo · 26' Lincoln · 30' Pedro · 51', 72' Bruno Henrique | 4:0(2:0)Raport | Independiente del Valle | Maracanã, Rio de Janeiro Sędzia: Fernando Rapallini |
|                               |                                                                 |                |                         |                                                     |

| 1 października 2020 02:30 CET | Atlético Junior | 0:2(0:1)Raport | Barcelona SC · Castillo 45' · Álvez 46' | Estadio Metropolitano Roberto Meléndez, Barranquilla Sędzia: Alexis Herrera |
|                               |                 |                |                                         |                                                                             |

| 22 października 2020 02:30 CET | CR Flamengo · 10' Lincoln · 40' Pedro · 75' Bruno Henrique | 3:1(2:0)Raport | Atlético Junior · Gutiérrez 69' | Maracanã, Rio de Janeiro Sędzia: Patricio Loustau |
|                                |                                                            |                |                                 |                                                   |

| 22 października 2020 02:30 CET | Independiente del Valle · 24' Ortiz · 60' Torres | 2:0(1:0)Raport | Barcelona SC | Estadio Olímpico Atahualpa, Quito Sędzia: Luis Quiroz |
|                                |                                                  |                |              |                                                       |

### Grupa B
| Lp. | Drużyna           | M | Z | R | P | Bramki | Bramki | +/– | Pkt |
| --- | ----------------- | - | - | - | - | ------ | ------ | --- | --- |
| 1   | SE Palmeiras (A)  | 6 | 5 | 1 | 0 | 17     | 2      | +15 | 16  |
| 2   | Guaraní (A)       | 6 | 4 | 1 | 1 | 13     | 7      | +6  | 13  |
| 3   | Club Bolívar (CS) | 6 | 1 | 1 | 4 | 6      | 13     | −7  | 4   |
| 4   | Tigre             | 6 | 0 | 1 | 5 | 3      | 17     | −14 | 1   |

|              | PAL | GUA | BOL | TIG |
| ------------ | --- | --- | --- | --- |
| SE Palmeiras | –   | 3:1 | 5:0 | 5:0 |
| Guaraní      | 0:0 | –   | 2:0 | 4:1 |
| Club Bolívar | 1:2 | 2:3 | –   | 2:0 |
| Tigre        | 0:2 | 1:3 | 1:1 | –   |

| 4 marca 2020 23:15 CET | Tigre | 0:2(0:1)Raport | SE Palmeiras · Luiz Adriano 16' · Willian 65' | Estadio José Dellagiovanna, Victoria Sędzia: Wilmar Roldán |
|                        |       |                |                                               |                                                            |

| 5 marca 2020 01:30 CET | Guaraní · 4' (k.) Báez · 50' Bobadilla | 2:0(1:0)Raport | Club Bolívar | Estadio General Pablo Rojas, Asunción Sędzia: Augusto Aragón |
|                        |                                        |                |              |                                                              |

| 10 marca 2020 23:15 CET | Club Bolívar · 48' Flores · 69' Saavedra | 2:0(0:0)Raport | Tigre | Estadio Hernando Siles, La Paz Sędzia: Ángel Arteaga |
|                         |                                          |                |       |                                                      |

| 11 marca 2020 01:30 CET | SE Palmeiras · 53', 73', 82' Luiz Adriano | 3:1(0:0)Raport | Guaraní · Bobadilla 88' | Allianz Parque, São Paulo Sędzia: Roberto Tobar |
|                         |                                           |                |                         |                                                 |

| 17 września 2020 02:30 CET | Club Bolívar · 67' Riquelme | 1:2(0:1)Raport | SE Palmeiras · Willian 34' · Menino 60' | Estadio Hernando Siles, La Paz Sędzia: Piero Maza |
|                            |                             |                |                                         |                                                   |

| 18 września 2020 04:00 CET | Guaraní · 26' Merlini · 67' (k.) Domínguez · 83' E.Benítez · 90' A.Benítez | 4:1(1:1)Raport | Tigre · Magnín 9' | Estadio General Pablo Rojas, Asunción Sędzia: Gustavo Tejera |
|                            |                                                                            |                |                   |                                                              |

| 23 września 2020 00:15 CET | Tigre · 17' Magnín | 1:1(1:1)Raport | Club Bolívar · Riquelme 36' | Estadio José Dellagiovanna, Victoria Sędzia: Roberto Tobar |
|                            |                    |                |                             |                                                            |

| 24 września 2020 02:30 CET | Guaraní | 0:0(0:0)Raport | SE Palmeiras | Estadio General Pablo Rojas, Asunción Sędzia: Néstor Pitana |
|                            |         |                |              |                                                             |

| 1 października 2020 00:15 CET | SE Palmeiras · 4' Willian · 47' Wesley · 59' Viña · 61' Veiga · 64' Rony | 5:0(1:0)Raport | Club Bolívar | Allianz Parque, São Paulo Sędzia: Leodán González |
|                               |                                                                          |                |              |                                                   |

| 2 października 2020 02:00 CET | Tigre · 36' Magnín | 1:3(1:1)Raport | Guaraní · Romaña 19' · Florentín 54' · Domínguez 86' | Estadio José Dellagiovanna, Victoria Sędzia: Roberto Tobar |
|                               |                    |                |                                                      |                                                            |

| 22 października 2020 02:30 CET | SE Palmeiras · 34' Veiga · 54' Gómez · 66' Zé Rafael · 75' Veron · 81' Rony | 5:0(1:0)Raport | Tigre | Allianz Parque, São Paulo Sędzia: Esteban Ostojich |
|                                |                                                                             |                |       |                                                    |

| 22 października 2020 02:30 CET | Club Bolívar · 80' Riquelme · 89' Domínguez | 2:3(0:1)Raport | Guaraní · F.Fernández 13' · Maná 90+2' · Florentín 90+6' | Estadio Hernando Siles, La Paz Sędzia: Ángelo Hermosilla |
|                                |                                             |                |                                                          |                                                          |

### Grupa C
| Lp. | Drużyna                  | M | Z | R | P | Bramki | Bramki | +/– | Pkt |
| --- | ------------------------ | - | - | - | - | ------ | ------ | --- | --- |
| 1   | Jorge Wilstermann (A)    | 6 | 3 | 1 | 2 | 8      | 5      | +3  | 10  |
| 2   | Athletico Paranaense (A) | 6 | 3 | 1 | 2 | 8      | 6      | +2  | 10  |
| 3   | CA Peñarol (CS)          | 6 | 3 | 0 | 3 | 9      | 8      | +1  | 9   |
| 4   | CSD Colo-Colo            | 6 | 2 | 0 | 4 | 3      | 9      | −6  | 6   |

|                      | WIL | ATP | CAP | CCS |
| -------------------- | --- | --- | --- | --- |
| Jorge Wilstermann    | –   | 2:3 | 3:1 | 2:0 |
| Athletico Paranaense | 0:0 | –   | 1:0 | 2:0 |
| CA Peñarol           | 1:0 | 3:2 | –   | 3:0 |
| CSD Colo-Colo        | 0:1 | 1:0 | 2:1 | –   |

| 4 marca 2020 01:30 CET | Athletico Paranaense · 77' Bissoli | 1:0(0:0)Raport | CA Peñarol | Estádio Joaquim Américo Guimarães, Kurytyba Sędzia: Éber Aquino |
|                        |                                    |                |            |                                                                 |

| 4 marca 2020 23:15 CET | Jorge Wilstermann · 58' Pedriel · 90+4' (sam.) Cortés | 2:0(0:0)Raport | CSD Colo-Colo | Estadio Félix Capriles, Cochabamba Sędzia: Andrés Merlos |
|                        |                                                       |                |               |                                                          |

| 11 marca 2020 23:15 CET | CSD Colo-Colo · 11' Mouche | 1:0(1:0)Raport | Athletico Paranaense | Estadio Monumental David Arellano, Santiago Sędzia: Nicolás Gallo |
|                         |                            |                |                      |                                                                   |

| 11 marca 2020 23:15 CET | CA Peñarol · 68' (sam.) Meleán | 1:0(0:0)Raport | Jorge Wilstermann | Estadio Campeón del Siglo, Montevideo Sędzia: José Argote |
|                         |                                |                |                   |                                                           |

| 16 września 2020 00:15 CET | CSD Colo-Colo · 51' Suazo · 62' (sam.) Paredes | 2:1(0:1)Raport | CA Peñarol · Pellistri 40' | Estadio Monumental David Arellano, Santiago Sędzia: Mauro Vigliano |
|                            |                                                |                |                            |                                                                    |

| 16 września 2020 00:15 CET | Jorge Wilstermann · 11' G.Álvarez · 56' Serginho | 2:3(1:1)Raport | Athletico Paranaense · González 40' · Christian 74' · Walter 90+1' | Estadio Félix Capriles, Cochabamba Sędzia: Ángelo Hermosilla |
|                            |                                                  |                |                                                                    |                                                              |

| 24 września 2020 00:15 CET | Athletico Paranaense · 7' (sam.) Campos · 14' (sam.) Suazo | 2:0(2:0)Raport | CSD Colo-Colo | Estádio Joaquim Américo Guimarães, Kurytyba Sędzia: Fernando Rapallini |
|                            |                                                            |                |               |                                                                        |

| 25 września 2020 00:00 CET | Jorge Wilstermann · 11' (k.) Melgar · 45', 53' Rodríguez | 3:1(2:1)Raport | CA Peñarol · Formiliano 3' | Estadio Félix Capriles, Cochabamba Sędzia: Piero Maza |
|                            |                                                          |                |                            |                                                       |

| 30 września 2020 00:15 CET | CA Peñarol · 23' Kagelmacher · 57' Torres · 83' Urretaviscaya | 3:0(1:0)Raport | CSD Colo-Colo | Estadio Campeón del Siglo, Montevideo Sędzia: Juan Benítez |
|                            |                                                               |                |               |                                                            |

| 30 września 2020 02:30 CET | Athletico Paranaense | 0:0(0:0)Raport | Jorge Wilstermann | Estádio Joaquim Américo Guimarães, Kurytyba Sędzia: Patricio Loustau |
|                            |                      |                |                   |                                                                      |

| 21 października 2020 02:30 CET | CA Peñarol · 2' Formiliano · 63' Kagelmacher · 81' Britos | 3:2(1:2)Raport | Athletico Paranaense · González 36' · Richard 45' | Estadio Campeón del Siglo, Montevideo Sędzia: José Méndez |
|                                |                                                           |                |                                                   |                                                           |

| 21 października 2020 02:30 CET | CSD Colo-Colo | 0:1(0:0)Raport | Jorge Wilstermann · Villarroel 88' | Estadio Monumental David Arellano, Santiago Sędzia: Dario Herrera |
|                                |               |                |                                    |                                                                   |

### Grupa D
| Lp. | Drużyna           | M | Z | R | P | Bramki | Bramki | +/– | Pkt |
| --- | ----------------- | - | - | - | - | ------ | ------ | --- | --- |
| 1   | River Plate (A)   | 6 | 4 | 1 | 1 | 21     | 6      | +15 | 13  |
| 2   | LDU Quito (A)     | 6 | 4 | 0 | 2 | 12     | 8      | +4  | 12  |
| 3   | São Paulo FC (CS) | 6 | 2 | 1 | 3 | 14     | 11     | +3  | 7   |
| 4   | Binacional        | 6 | 1 | 0 | 5 | 3      | 25     | −22 | 3   |

|              | RPL | LDU | SPA | EMB |
| ------------ | --- | --- | --- | --- |
| River Plate  | –   | 3:0 | 2:1 | 8:0 |
| LDU Quito    | 3:0 | –   | 4:2 | 4:0 |
| São Paulo FC | 2:2 | 3:0 | –   | 5:1 |
| Binacional   | 0:6 | 0:1 | 2:1 | –   |

| 5 marca 2020 01:30 CET | LDU Quito · 15' Guerra · 36' Martínez Borja · 76' (k.) Sornoza | 3:0(2:0)Raport | River Plate | Estadio Rodrigo Paz Delgado, Quito Sędzia: Andrés Rojas |
|                        |                                                                |                |             |                                                         |

| 6 marca 2020 01:00 CET | Binacional · 50' Rodríguez · 77' Arango | 2:1(0:1)Raport | São Paulo FC · Pato 20' | Estadio Guillermo Briceño Rosamedina, Juliaca Sędzia: José Méndez |
|                        |                                         |                |                         |                                                                   |

| 11 marca 2020 23:15 CET | River Plate · 38' Casco · 55' Borré · 58' Carrascal · 74', 90+2' Fernández · 79' Rojas · 80' Díaz · 88' Suárez | 8:0(1:0)Raport | Binacional | Estadio Monumental, Buenos Aires Sędzia: Jesús Valenzuela |
|                         | |                |            |                                                           |

| 12 marca 2020 01:30 CET | São Paulo FC · 14' (k.) Reinaldo · 15' Dani Alves · 61' Igor Gomes | 3:0(2:0)Raport | LDU Quito | Estádio do Morumbi, São Paulo Sędzia: Esteban Ostojich |
|                         |                                                                    |                |           |                                                        |

| 16 września 2020 02:30 CET | Binacional | 0:1(0:1)Raport | LDU Quito · Zunino 30' | Stadion Narodowy w Limie, Lima Sędzia: Ivo Méndez |
|                            |            |                |                        |                                                   |

| 18 września 2020 00:00 CET | São Paulo FC · 10' (sam.) Pérez · 83' (sam.) Angileri | 2:2(1:1)Raport | River Plate · Borré 18' · Álvarez 80' | Estádio do Morumbi, São Paulo Sędzia: Esteban Ostojich |
|                            |                                                       |                |                                       |                                                        |

| 23 września 2020 02:30 CET | LDU Quito · 21' Martínez Borja · 36', 45+1' Julio · 76' Arce | 4:2(3:0)Raport | São Paulo FC · Brenner 60' · Tréllez 82' | Estadio Rodrigo Paz Delgado, Quito Sędzia: Wilmar Roldán |
|                            |                                                              |                |                                          |                                                          |

| 23 września 2020 02:30 CET | Binacional | 0:6(0:3)Raport | River Plate · De La Cruz 15' · Suárez 25' · Álvarez 36' · Fernández 70' · Pratto 84', 90+2' | Stadion Narodowy w Limie, Lima Sędzia: Gery Vargas |
|                            |            |                |                                                                                             |                                                    |

| 30 września 2020 02:30 CET | LDU Quito · 2' (sam.) Otoya · 14' (sam.) Mancilla · 58', 81' Muñoz | 4:0(2:0)Raport | Binacional | Estadio Rodrigo Paz Delgado, Quito Sędzia: Alexander Ospina |
|                            |                                                                    |                |            |                                                             |

| 1 października 2020 02:30 CET | River Plate · 11', 37' Álvarez | 2:1(2:1)Raport | São Paulo FC · Diego Costa 26' | Estadio Libertadores de América, Avellaneda Sędzia: Cristian Garay |
|                               |                                |                |                                |                                                                    |

| 21 października 2020 02:30 CET | River Plate · 53' Borré · 60' Álvarez · 89' Carrascal | 3:0(0:0)Raport | LDU Quito | Estadio Libertadores de América, Avellaneda Sędzia: Roberto Tobar |
|                                |                                                       |                |           |                                                                   |

| 21 października 2020 02:30 CET | São Paulo FC · 7' Bueno · 35' Brenner · 51', 85' Pablo · 54' Arboleda | 5:1(2:1)Raport | Binacional · Deza 40' | Estádio do Morumbi, São Paulo Sędzia: Facundo Tello |
|                                |                                                                       |                |                       |                                                     |

### Grupa E
| Lp. | Drużyna                   | M | Z | R | P | Bramki | Bramki | +/– | Pkt |
| --- | ------------------------- | - | - | - | - | ------ | ------ | --- | --- |
| 1   | Grêmio Porto Alegre (A)   | 6 | 3 | 2 | 1 | 6      | 3      | +3  | 11  |
| 2   | SC Internacional (A)      | 6 | 2 | 2 | 2 | 8      | 6      | +2  | 8   |
| 3   | Universidad Católica (CS) | 6 | 2 | 1 | 3 | 5      | 8      | −3  | 7   |
| 4   | América Cali              | 6 | 1 | 3 | 2 | 6      | 8      | −2  | 6   |

|                      | GPA | IPA | UCS | AMC |
| -------------------- | --- | --- | --- | --- |
| Grêmio Porto Alegre  | –   | 0:0 | 2:0 | 1:1 |
| SC Internacional     | 0:1 | –   | 3:0 | 4:3 |
| Universidad Católica | 2:0 | 2:1 | –   | 1:2 |
| América Cali         | 0:2 | 0:0 | 1:1 | –   |

| 3 marca 2020 23:15 CET | SC Internacional · 62', 67' Guerrero · 71' Marcos Guilherme | 3:0(0:0)Raport | Universidad Católica | Estádio Beira-Rio, Porto Alegre Sędzia: Ángel Arteaga |
|                        |                                                             |                |                      |                                                       |

| 4 marca 2020 01:30 CET | América Cali | 0:2(0:1)Raport | Grêmio Porto Alegre · Ferraz 15' · Matheus Henrique 50' | Estadio Olímpico Pascual Guerrero, Cali Sędzia: Guillermo Guerrero |
|                        |              |                |                                                         |                                                                    |

| 10 marca 2020 23:15 CET | Universidad Católica · 45+1' Núñez | 1:2(1:1)Raport | América Cali · Vergara 22' · Pisano 53' | Estadio San Carlos de Apoquindo, Santiago Sędzia: Gustavo Tejera |
|                         |                                    |                |                                         |                                                                  |

| 13 marca 2020 01:00 CET | Grêmio Porto Alegre | 0:0(0:0)Raport | SC Internacional | Arena do Grêmio, Porto Alegre Sędzia: Fernando Rapallini |
|                         |                     |                |                  |                                                          |

| 17 września 2020 00:15 CET | SC Internacional · 1', 32' Hernández · 19', 90' Boschilia | 4:3(3:1)Raport | América Cali · Vergara 28' · Ramos 49' · Moreno 78' | Estádio Beira-Rio, Porto Alegre Sędzia: Facundo Tello |
|                            |                                                           |                |                                                     |                                                       |

| 17 września 2020 02:30 CET | Universidad Católica · 44' Zampedri · 45+1' Pinares | 2:0(2:0)Raport | Grêmio Porto Alegre | Estadio San Carlos de Apoquindo, Santiago Sędzia: Darío Herrera |
|                            |                                                     |                |                     |                                                                 |

| 24 września 2020 02:30 CET | América Cali · 4' Vergara | 1:1(1:1)Raport | Universidad Católica · Zampedri 34' | Estadio Olímpico Pascual Guerrero, Cali Sędzia: Jesús Valenzuela |
|                            |                           |                |                                     |                                                                  |

| 24 września 2020 02:30 CET | SC Internacional | 0:1(0:0)Raport | Grêmio Porto Alegre · Pepê 74' | Estádio Beira-Rio, Porto Alegre Sędzia: Patricio Loustau |
|                            |                  |                |                                |                                                          |

| 30 września 2020 00:15 CET | Grêmio Porto Alegre · 47' Pepê · 63' Rodrigues | 2:0(0:0)Raport | Universidad Católica | Arena do Grêmio, Porto Alegre Sędzia: Facundo Tello |
|                            |                                                |                |                      |                                                     |

| 30 września 2020 02:30 CET | América Cali | 0:0(0:0)Raport | SC Internacional | Estadio Olímpico Pascual Guerrero, Cali Sędzia: Guillermo Guerrero |
|                            |              |                |                  |                                                                    |

| 23 października 2020 02:30 CET | Grêmio Porto Alegre · 90+11' (k.) Diego Souza | 1:1(0:0)Raport | América Cali · Kannemann 53' (sam.) | Arena do Grêmio, Porto Alegre Sędzia: Fernando Rapallini |
|                                |                                               |                |                                     |                                                          |

| 23 października 2020 02:30 CET | Universidad Católica · 25', 89' Zampedri | 2:1(1:1)Raport | SC Internacional · D’Alessandro 24' (k.) | Estadio San Carlos de Apoquindo, Santiago Sędzia: Mauro Vigliano |
|                                |                                          |                |                                          |                                                                  |

### Grupa F
| Lp. | Drużyna                 | M | Z | R | P | Bramki | Bramki | +/– | Pkt |
| --- | ----------------------- | - | - | - | - | ------ | ------ | --- | --- |
| 1   | Club Nacional (A)       | 6 | 5 | 0 | 1 | 9      | 3      | +6  | 15  |
| 2   | Racing Club (A)         | 6 | 5 | 0 | 1 | 9      | 4      | +5  | 15  |
| 3   | Estudiantes Mérida (CS) | 6 | 1 | 1 | 4 | 8      | 12     | −4  | 4   |
| 4   | Alianza Lima            | 6 | 0 | 1 | 5 | 4      | 11     | −7  | 1   |

|                    | CNA | RAC | EDM | ALL |
| ------------------ | --- | --- | --- | --- |
| Club Nacional      | –   | 1:2 | 1:0 | 2:0 |
| Racing Club        | 0:1 | –   | 2:1 | 1:0 |
| Estudiantes Mérida | 1:3 | 1:2 | –   | 3:2 |
| Alianza Lima       | 0:1 | 0:2 | 2:2 | –   |

| 5 marca 2020 23:00 CET | Estudiantes Mérida · 48' J.Rivas | 1:2(0:0)Raport | Racing Club · Reniero 71' · Zaracho 84' | Estadio Metropolitano de Mérida, Mérida Sędzia: Raphael Claus |
|                        |                                  |                |                                         |                                                               |

| 6 marca 2020 03:00 CET | Alianza Lima | 0:1(0:1)Raport | Club Nacional · Rodríguez 1' | Estadio Alejandro Villanueva, Lima Sędzia: Bruno Arleu |
|                        |              |                |                              |                                                        |

| 12 marca 2020 23:00 CET | Club Nacional · 69' Carballo | 1:0(0:0)Raport | Estudiantes Mérida | Estadio Gran Parque Central, Montevideo Sędzia: Wilton Sampaio |
|                         |                              |                |                    |                                                                |

| 13 marca 2020 01:00 CET | Racing Club · 56' Reniero | 1:0(0:0)Raport | Alianza Lima | Estadio Juan Domingo Perón, Avellaneda Sędzia: José Méndez |
|                         |                           |                |              |                                                            |

| 17 września 2020 00:15 CET | Estudiantes Mérida · 64' Rivas · 81' Mena · 90+7' (k.) J.Rivas | 3:2(0:0)Raport | Alianza Lima · Gómez 51' (k.) · Arroe 54' | Estadio Metropolitano de Mérida, Mérida Sędzia: Nicolás Gallo |
|                            |                                                                |                |                                           |                                                               |

| 17 września 2020 22:00 CET | Racing Club | 0:1(0:0)Raport | Club Nacional · Bergessio 53' (k.) | Estadio Juan Domingo Perón, Avellaneda Sędzia: Cristian Garay |
|                            |             |                |                                    |                                                               |

| 23 września 2020 00:15 CET | Estudiantes Mérida · 45+1' R.Rivas | 1:3(1:2)Raport | Club Nacional · Vecino 6', 60' (k.) · Orihuela 27' | Estadio Metropolitano de Mérida, Mérida Sędzia: Andrés Rojas |
|                            |                                    |                |                                                    |                                                              |

| 24 września 2020 02:30 CET | Alianza Lima | 0:2(0:0)Raport | Racing Club · Banega 87' · Garré 90' | Estadio Alejandro Villanueva, Lima Sędzia: Ivo Méndez |
|                            |              |                |                                      |                                                       |

| 1 października 2020 00:15 CET | Club Nacional · 53' (sam.) Soto | 1:2(0:1)Raport | Racing Club · Reniero 17' · Fértoli 76' (k.) | Estadio Gran Parque Central, Montevideo Sędzia: José Méndez |
|                               |                                 |                |                                              |                                                             |

| 1 października 2020 02:30 CET | Alianza Lima · 3' Arroe · 90+5' Rubio | 2:2(1:1)Raport | Estudiantes Mérida · J.Rivas 35' (k.), 67' (k.) | Estadio Alejandro Villanueva, Lima Sędzia: Gery Vargas |
|                               |                                       |                |                                                 |                                                        |

| 22 października 2020 00:15 CET | Club Nacional · 8' Bergessio · 31' Trezza | 2:0(2:0)Raport | Alianza Lima | Estadio Gran Parque Central, Montevideo Sędzia: Juan Benítez |
|                                |                                           |                |              |                                                              |

| 22 października 2020 00:15 CET | Racing Club · 60' Melgarejo · 86' Rojas | 2:1(0:0)Raport | Estudiantes Mérida · Plazas 66' | Estadio Juan Domingo Perón, Avellaneda Sędzia: Andrés Cunha |
|                                |                                         |                |                                 |                                                             |

### Grupa G
| Lp. | Drużyna                 | M | Z | R | P | Bramki | Bramki | +/– | Pkt |
| --- | ----------------------- | - | - | - | - | ------ | ------ | --- | --- |
| 1   | Santos FC (A)           | 6 | 5 | 1 | 0 | 10     | 5      | +5  | 16  |
| 2   | Delfín (A)              | 6 | 2 | 1 | 3 | 6      | 7      | −1  | 7   |
| 3   | Defensa y Justicia (CS) | 6 | 2 | 0 | 4 | 8      | 10     | −2  | 6   |
| 4   | Olimpia                 | 6 | 1 | 2 | 3 | 6      | 8      | −2  | 5   |

|                    | SFC | DEL | DYJ | OLA |
| ------------------ | --- | --- | --- | --- |
| Santos FC          | –   | 1:0 | 2:1 | 0:0 |
| Delfín             | 1:2 | –   | 3:0 | 1:1 |
| Defensa y Justicia | 1:2 | 3:0 | –   | 2:1 |
| Olimpia            | 2:3 | 0:1 | 2:1 | –   |

| 3 marca 2020 23:15 CET | Defensa y Justicia · 45+1' Rodríguez | 1:2(1:0)Raport | Santos FC · Jobson 72' · Kaio Jorge 86' | Estadio Norberto Tomaghello, Florencio Varela Sędzia: Gustavo Tejera |
|                        |                                      |                |                                         |                                                                      |

| 5 marca 2020 01:30 CET | Delfín · 69' Alaníz | 1:1(0:1)Raport | Olimpia · Cangá 5' (sam.) | Estadio Jocay, Manta Sędzia: Leodán González |
|                        |                     |                |                           |                                              |

| 10 marca 2020 23:15 CET | Santos FC · 30' Veríssimo | 1:0(1:0)Raport | Delfín | Estádio Urbano Caldeira, Santos Sędzia: Kevin Ortega |
|                         |                           |                |        |                                                      |

| 12 marca 2020 01:30 CET | Olimpia · 60' Rolón · 80' Montenegro | 2:1(0:0)Raport | Defensa y Justicia · Benítez 90+1' | Estadio Manuel Ferreira, Asunción Sędzia: Víctor Carrillo |
|                         |                                      |                |                                    |                                                           |

| 16 września 2020 02:30 CET | Santos FC | 0:0(0:0)Raport | Olimpia | Estádio Urbano Caldeira, Santos Sędzia: Leodán González |
|                            |           |                |         |                                                         |

| 18 września 2020 00:00 CET | Defensa y Justicia · 52' Romero · 55' Hachen · 79' Leguizamón | 3:0(0:0)Raport | Delfín | Estadio Norberto Tomaghello, Florencio Varela Sędzia: Roberto Tobar |
|                            |                                                               |                |        |                                                                     |

| 24 września 2020 00:15 CET | Defensa y Justicia · 20' Camacho · 62' Romero | 2:1(1:0)Raport | Olimpia · Pitta 75' | Estadio Norberto Tomaghello, Florencio Varela Sędzia: Cristian Garay |
|                            |                                               |                |                     |                                                                      |

| 25 września 2020 04:00 CET | Delfín · 74' Rojas | 1:2(0:1)Raport | Santos FC · Marinho 18' · Jean Mota 82' | Estadio Jocay, Manta Sędzia: Kevin Ortega |
|                            |                    |                |                                         |                                           |

| 2 października 2020 00:00 CET | Olimpia · 22', 33' Recalde | 2:3(2:2)Raport | Santos FC · Sánchez 14' (k.) · Marinho 40' · Kaio Jorge 58' | Estadio Manuel Ferreira, Asunción Sędzia: Néstor Pitana |
|                               |                            |                |                                                             |                                                         |

| 2 października 2020 04:00 CET | Delfín · 12' Corozo · 72' Valencia · 75' Garcés | 3:0(1:0)Raport | Defensa y Justicia | Estadio Jocay, Manta Sędzia: Diego Haro |
|                               |                                                 |                |                    |                                         |

| 21 października 2020 00:15 CET | Olimpia | 0:1(0:0)Raport | Delfín · Ale 81' | Estadio Manuel Ferreira, Asunción Sędzia: Gustavo Tejera |
|                                |         |                |                  |                                                          |

| 21 października 2020 00:15 CET | Santos FC · 78' Braga · 90+1' Marcos Leonardo | 2:1(0:0)Raport | Defensa y Justicia · Romero 51' | Estádio Urbano Caldeira, Santos Sędzia: Leodán González |
|                                |                                               |                |                                 |                                                         |

### Grupa H
| Lp. | Drużyna                | M | Z | R | P | Bramki | Bramki | +/– | Pkt |
| --- | ---------------------- | - | - | - | - | ------ | ------ | --- | --- |
| 1   | CA Boca Juniors (A)    | 6 | 4 | 2 | 0 | 10     | 1      | +9  | 14  |
| 2   | Club Libertad (A)      | 6 | 2 | 1 | 3 | 8      | 11     | −3  | 7   |
| 3   | Caracas (CS)           | 6 | 2 | 1 | 3 | 8      | 12     | −4  | 7   |
| 4   | Independiente Medellín | 6 | 2 | 0 | 4 | 9      | 11     | −2  | 6   |

|                        | BJU | LIB | CAR | IND |
| ---------------------- | --- | --- | --- | --- |
| CA Boca Juniors        | –   | 0:0 | 3:0 | 3:0 |
| Club Libertad          | 0:2 | –   | 3:2 | 2:4 |
| Caracas                | 1:1 | 2:1 | –   | 0:2 |
| Independiente Medellín | 0:1 | 1:2 | 2:3 | –   |

| 4 marca 2020 01:30 CET | Independiente Medellín · 59' Murillo | 1:2(0:2)Raport | Club Libertad · Bocanegra 3' · Cardozo 28' | Estadio Atanasio Girardot, Medellín Sędzia: Kevin Ortega |
|                        |                                      |                |                                            |                                                          |

| 4 marca 2020 01:30 CET | Caracas · 55' Hernández | 1:1(0:1)Raport | CA Boca Juniors · Ábila 25' | Estadio Olímpico w Caracas, Caracas Sędzia: Esteban Ostojich |
|                        |                         |                |                             |                                                              |

| 11 marca 2020 01:30 CET | Club Libertad · 19', 64' Ferreira · 80' Franco | 3:2(1:2)Raport | Caracas · Contreras 26' · Blanco 43' | Estadio General Pablo Rojas, Asunción Sędzia: Ángelo Hermosilla |
|                         |                                                |                |                                      |                                                                 |

| 11 marca 2020 01:30 CET | CA Boca Juniors · 35', 57' Salvio · 72' Reynoso | 3:0(1:0)Raport | Independiente Medellín | Estadio Alberto J. Armando, Buenos Aires Sędzia: Guillermo Guerrero |
|                         |                                                 |                |                        |                                                                     |

| 17 września 2020 02:30 CET | Independiente Medellín · 45+3' (k.) Reina · 46' Castro | 2:3(1:2)Raport | Caracas · Ferreira 6' · Contreras 24' · Blanco 54' | Estadio Atanasio Girardot, Medellín Sędzia: Carlos Orbe |
|                            |                                                        |                |                                                    |                                                         |

| 18 września 2020 02:00 CET | Club Libertad | 0:2(0:1)Raport | CA Boca Juniors · Salvio 6', 84' | Estadio General Pablo Rojas, Asunción Sędzia: Rodolpho Toski |
|                            |               |                |                                  |                                                              |

| 24 września 2020 00:15 CET | Caracas · 48' (k.) Echeverría · 87' Guarirapa | 2:1(0:1)Raport | Club Libertad · Espinoza 44' | Estadio Olímpico w Caracas, Caracas Sędzia: Nicolás Gallo |
|                            |                                               |                |                              |                                                           |

| 25 września 2020 02:00 CET | Independiente Medellín | 0:1(0:0)Raport | CA Boca Juniors · Salvio 88' | Estadio Atanasio Girardot, Medellín Sędzia: Augusto Aragón |
|                            |                        |                |                              |                                                            |

| 30 września 2020 02:30 CET | CA Boca Juniors | 0:0(0:0)Raport | Club Libertad | Estadio Alberto J. Armando, Buenos Aires Sędzia: Roberto Tobar |
|                            |                 |                |               |                                                                |

| 1 października 2020 00:15 CET | Caracas | 0:2(0:0)Raport | Independiente Medellín · Castro 58' · Murillo 66' | Estadio Olímpico w Caracas, Caracas Sędzia: Carlos Orbe |
|                               |         |                |                                                   |                                                         |

| 23 października 2020 02:30 CET | CA Boca Juniors · 27' López · 33', 44' Tévez | 3:0(3:0)Raport | Caracas | Estadio Alberto J. Armando, Buenos Aires Sędzia: Christian Ferreyra |
|                                |                                              |                |         |                                                                     |

| 23 października 2020 02:30 CET | Club Libertad · 4' Martínez · 79' Ferreira | 2:4(1:1)Raport | Independiente Medellín · Angulo 37' · Estupiñan 60' · Reina 63' · Monges 71' | Estadio General Pablo Rojas, Asunción Sędzia: Néstor Pitana |
|                                |                                            |                |                                                                              |                                                             |